# 2-es busz (Gyöngyös)
A 2-es busz Gyöngyös város egyik helyi érdekű autóbuszjárata. A járat a várost észak-dél irányban szeli át, így vonva be a közlekedésbe a Felsővárost, a Mátrai úti lakótelepet, a 80-as lakótelepet és a Déli iparterületet. A 2-es helyi járat Gyöngyös legforgalmasabb helyi érdekű járata.

## Története
A 2-es helyi járat útvonala 2008-ban a 80-as városrészben megváltozott. A 2-es járat a továbbiakban a Városgondozási ZRt. előtti megállóhely után a Kispiacnál áll meg, innen kanyarodik a Platán út felé. Sok ebben a városrészben lakó csak a változás érvénybe lépése után ismerkedett meg a helyzettel. A legtöbb utas nem értette mért kell a több évtizedes rendet megváltoztatni. Mint később kiderült a 2-es járat azért került át a Kispiachoz, mert az Olimpia út túl forgalmas volt, így a Kispiactól már három busz, az 1-es, a 2-es és a 4-es indul.

## Megállóhelyei
| 2 (TESCO Áruház – Seregély utca 48.) |                        |                                     | |
| Perc (↓)                             | Megállóhely            | Megállóhelyet érintő járatok        | Fontosabb létesítmények                                                                                         |
| 0                                    | Tesco Áruház           | 1, 3                                | Tesco, OBI |
| 1                                    | Volán telep            | 3, 10                               | Volán telep |
| 3                                    | Mosoda                 |                                     | Mosoda, BBraun Medical                                                                                          |
| 5                                    | Autószöv               |                                     | |
| 6                                    | Városgondozási ZRt.    |                                     | Városgondozási ZRt., Nyomda                                                                                     |
| 8                                    | Kispiac                | 1, 3                                | Egressy Béni Két Tanítási Nyelvű Általános Iskola                                                               |
| 10                                   | Platán út 6.           | 4                                   | Spar |
| 13                                   | Mérges út 44.          |                                     | Lidl, Spar |
| 14                                   | Mérges út 6            |                                     | Gyöngyösi Arany János Általános Iskola, Profi, CBA                                                              |
| 17                                   | Autóbusz-állomás       | 1, 4 Vámosgyörk–Gyöngyös-vasútvonal | Gyöngyös GyöngyHáz Pláza, Vak Bottyán János Műszaki és Közgazdasági Szakközépiskola, Berze Nagy János Gimnázium |
| 21                                   | Mátrai úti ABC         | 1, 10                               | Bugát Pál Kórház, Rendelőintézet (Sz.T.K), Coop                                                                 |
| 23                                   | Károly Róbert Főiskola | 1, 10                               | Eszterházy Károly Egyetem Gyöngyösi Campus, Felsővárosi Általános Iskola, Spar                                  |
| 24                                   | Őrálló út 78.          | 3                                   | Károly Róbert Hotel                                                                                             |
| 25                                   | Őrálló út 46.          | 3                                   | |
| 26                                   | Diófa út               | 3                                   | |
| 27                                   | Szeszfőzde             | 3                                   | |
| 28                                   | Diós malom             | 3                                   | |
| 30                                   | Seregély út 48.        | 3                                   | |